# Castanheira (Paredes de Coura)
Castanheira é uma povoação portuguesa sede da Freguesia de Castanheira do Município de Paredes de Coura, freguesia com 8,30 km² de área e 637 habitantes (censo de 2021), tendo, por isso, uma densidade populacional de 76,7 hab./km².
Está inserida na área de Paisagem Protegida do Corno do Bico.

## Demografia
A população registada nos censos foi:
| Ano  | 0-14 Anos | 15-24 Anos | 25-64 Anos | > 65 Anos |
| 2001 | 86        | 92         | 319        | 145       |
| 2011 | 89        | 60         | 344        | 138       |
| 2021 | 79        | 66         | 339        | 153       |